# Подпомогов, Валентин Георгиевич
Валентин Георгиевич Подпомогов (29 апреля 1924, Ереван — 18 июля 1998, там же) — советский художник-постановщик игрового и анимационного кино, художник-живописец. Работал на киностудии «Арменфильм». Заслуженный художник Армянской ССР (1966). Член КПСС с 1968 года. Живописью стал заниматься в возрасте 50-и лет. Некоторые из его картин выставлены в Музее современного искусства г. Еревана.

## Фильмография
- 1948 Волшебный ковёр (художник-мультипликатор)
- 1954 Тайна горного озера
- 1954 Смотрины (короткометражный)
- 1955 Призраки покидают вершины
- 1956 Сердце поёт
- 1958 Песня первой любви
- 1959 01-99 (короткометражный)
- 1959 Её фантазия (Трезвое вино)
- 1961 Перед рассветом
- 1963 Путь на арену
- 1964 Трудный переход
- 1965 Чрезвычайное поручение
- 1966 Марш (короткометражный)
- 1967 Каринэ
- 1968 Капля мёда (режиссёр-мультипликатор)
- 1969 Скрипка в джунглях (режиссёр-мультипликатор)
- 1969 Тигры полосатые (мультфильм) (режиссёр-мультипликатор)
- 1970 Кум Моргана
- 1970 Легенда об озере Парвана (мультфильм) (режиссёр-мультипликатор)
- 1971 Мышонок Пуй-Пуй (сценарист мультипликации)
- 1972 Лур-да-Лур (мультипликационный)
- 1973 За час до рассвета
- 1977 Чтобы этого не случилось (мультфильм) (Гарсеван в отпуске) (режиссёр-мультипликатор)
- 1978 Снег в трауре
- 1981 Непокорный (мультипликационный)
- 1983 Цена возврата
- 1985 Куда идёшь, солдат?